# أروية أرمنية
الأروية الأرمنية (Ovis gmelini gmelini) هي نويع مهدد بالانقراض من أروية غميلين يستوطن إيران وأرمينيا وجمهورية نخجوان الأذربيجانية الذاتية الحكم وتركيا والعراق.